# هجوم دير الزور (2024)
وقعت عدة اشتباكات عسكرية في الأيام التي سبقت وأثناء هجمات المعارضة السورية 2024، شملت خلايا داعش وقوات المعارضة والقوات الحكومية وقوات التحالف الدولي بقيادة الولايات المتحدة والتي تضم المملكة المتحدة وفرنسا والأردن وتركيا وكندا وأستراليا وغيرها، في محافظة دير الزور. وقد دفعت هذه الأحداث إلى ردود عسكرية كبيرة من جانب القوات الروسية وقوات نظام الأسد.
شنت قوات سوريا الديمقراطية (قسد)، بدعم من ق م م–ع ح م بقيادة الولايات المتحدة، هجوماً على القوات الموالية للحكومة في منطقة دير الزور الشرقية في 3 ديسمبر 2024.

## الاشتباكات
قتلت خلايا داعش أحد أفراد قوات سوريا الديمقراطية وأصابت آخرين عند نقطة تفتيش أمنية في 17 نوفمبر 2024.
أدت غارة جوية شنتها القوات الجوية الأمريكية على مجمعات ميليشيات موالية لإيران في بادية القورية بمحافظة دير الزور إلى مقتل خمسة من أفراد الميليشيات في 19 نوفمبر. واستهدفت عمليات إضافية مواقع الميليشيات في القورية والميادين والعشارة، في أعقاب سقوط صاروخ إيراني بالقرب من قاعدتهم في الشدادي بمحافظة الحسكة. وفي وقت سابق من نوفمبر، أجرى التحالف الدولي بقيادة الولايات المتحدة أربع مناورات بالذخيرة الحية في قاعدة حقل العمر النفطي، أكبر منشأة سورية للتحالف، وأخرى في قاعدة التنف بالقرب من منطقة الحدود السورية العراقية الأردنية.
نفذ داعش هجوماً بعبوة ناسفة أسفر عن مقتل اثنين من مقاتلي قسد وإصابة 12 آخرين في دير الزور في 21 نوفمبر.
نصبت خلايا داعش كميناً لموقع للجيش العربي السوري في بادية البشرى في 23 نوفمبر، مما أسفر عن مقتل ملازم وجندي. كما نصبت خلايا داعش كميناً لموقع في منطقة معيزيلة في بادية البوكمال، مما أسفر عن مقتل جنديين من الحرس الثوري الإيراني وإصابة جنديين آخرين.
هاجم عناصر داعش وقتلوا اثنين من مقاتلي قسد وأصابوا آخر بجروح خطيرة بعد تفجير لغم أرضي على الطريق في قرية غريبة الشرقية داخل منطقة صور شمال دير الزور، في 24 نوفمبر.
نفذ عناصر داعش هجومين منفصلين في غرب محافظة دير الزور في 25 نوفمبر. تضمن الهجوم الأول اشتباك أعضاء داعش على دراجات نارية مع قوات الأمن الداخلي "الأسايش" على طول طريق الخرافي بالقرب من أبو خشب. وفي حين تضمن الاشتباك إطلاق نار من الرشاشات، لم ترد أنباء عن وقوع إصابات. وفي حادثة منفصلة في نفس اليوم، نفذ مسلحو داعش هجوماً مميتاً بالقرب من المكمن، مما أسفر عن مقتل سائق صهريج نفط.
رداً على ذلك، نفذت القوات الجوية الروسية ضربات دقيقة متعددة ضد مواقع داعش الصحراوية في 27 نوفمبر 2024. استهدفت هذه العمليات مواقع محددة بما في ذلك جبل البشري في غرب دير الزور ومواقع داخل الرصافة في ريف الرقة. في نفس اليوم، أطلق مسلحون من خلايا داعش النار على نقطة تفتيش لقسد تقع في بلدة الحوايج بالرشاشات.
أطلق عناصر من داعش يستقلون دراجة نارية نيران أسلحة آلية على اللواء الأول من قوات الحماية الذاتية في بلدة الجرذي الواقعة في شرق محافظة دير الزور في 28 نوفمبر، مما أسفر عن إطلاق نار رد دون وقوع إصابات معروفة. جرت مناورة عسكرية للتحالف الدولي بقيادة الولايات المتحدة بمشاركة طائرات مقاتلة في القاعدة العسكرية الأمريكية في حقل كونكو للغاز في شمال دير الزور. نتج عن هذه التدريبات إشارات صوتية ملحوظة في المنطقة المحيطة بسبب شدة العمليات.
نفذت طائرات مجهولة ضربات دقيقة ضد مواقع مرتبطة بقوات موالية لإيران في منطقة بادية معيزيلة في البوكمال، الواقعة على طول الحدود العراقية السورية في 29 نوفمبر.
وسعت الميليشيات الموالية لإيران من وجودها العسكري وعملياتها الأمنية باضطراد في البوكمال وسط تصاعد التوترات الإقليمية وفي أعقاب العمليات العسكرية الأمريكية ضد مواقع الميليشيات في المنطقة. وأقامت الميليشيات أنظمة نقاط تفتيش جديدة عند نقاط الدخول والخروج من المدينة، مع زيادة أنشطة الدوريات في الشوارع الفرعية.
وصلت تعزيزات ملحوظة من العديد من الجماعات التابعة، بما في ذلك حزب الله العراق وقوات الحشد الشعبي ولواء فاطميون، وركزت وجودها في منطقة الثلاثات بالقرب من الحدود العراقية السورية. وأجرت القوات المنتشرة تدريبات ليلية، بما في ذلك تدريبات بالذخيرة الحية موجهة نحو المناطق الصحراوية استعداداً للعمليات العسكرية المحتملة من القوات المتمركزة في قاعدة التنف التي تستضيف قوات التحالف الدولي. وجاءت التعزيزات في أعقاب ضربة دقيقة نفذتها القيادة المركزية الأمريكية في 27 نوفمبر ضد منشأة لتخزين الأسلحة تابعة للميليشيات في سوريا.

### الانسحاب الروسي والاشتباكات بين قوات سوريا الديمقراطية والجيش السوري
نفذت القوات الروسية انسحاباً منسقاً للمعدات والأفراد العسكريين من عدة مقار في جميع أنحاء منطقة القرى السبع، ونقلت هذه الأصول إلى مدينة دير الزور في 30 نوفمبر. وشمل الانسحاب مواقع في الحسينية والصالحية وحطلة ومراط ومظلوم وخشام وطابية جزيرة، وكلها تقع على الضفة الشرقية لنهر الفرات. أثار الانسحاب ردود فعل استراتيجية من جهات فاعلة متعددة، بما في ذلك قسد، التي عززت قواتها في المناطق الصناعية المجاورة للمنطقة المتضررة. كما أجرت قوات التحالف الدولي بقيادة الولايات المتحدة، العاملة من حقل كونكو للغاز، عمليات مدفعية استهدفت مواقع في بلدتي مراط وخشام داخل منطقة القرى السبع.
تمكنت مديرية الأمن العام من اعتقال أمير داعش في بلدة العزبة، شمال دير الزور في 2 ديسمبر. وكان الأمير مسؤولاً عن العديد من التفجيرات والاغتيالات التي شهدتها المدينة مؤخراً.

### هجوم دير الزور
شنت قسد هجوماً على القوات الموالية للحكومة بالقرب من بلدتي خشام والصالحية في محافظة دير الزور بشرق سوريا، واستولت على قرية الحسينية في 3 ديسمبر 2024. قدمت طائرات التحالف (ق م م–ع ح م) الدعم لقسد، من خلال استهداف الميليشيات المدعومة من إيران في المنطقة. قُتل مقاتل من قسد ومدني في اشتباكات مع الجيش العربي السوري. ادعت قسد أنها استولت على القرى السبع الخاضعة لسيطرة الجيش العربي السوري على الضفة الشرقية لنهر الفرات؛ الصالحية، والطابية، وحطلة، وخشام، ومراط، ومظلوم، والحسينية، وضمتها إلى مجلس دير الزور العسكري. انسحبت قسد من المناطق التي تقدمت فيها بعد ساعات. قتلت غارة جوية أمريكية ستة جنود من الجيش العربي السوري بالقرب من مطار دير الزور.
استولت  قسد على حقل الثورة النفطي وبلدة الرصافة ومواقع استراتيجية بالقرب من صفيان ومنطقة إنباج الواقعة في محافظة الرقة، في 5 ديسمبر، بعد انسحاب القوات الموالية للحكومة.
بدأت القوات الموالية للحكومة الانسحاب من بلدات دير الزور والميادين والقورية وأبو كمال، باتجاه العاصمة دمشق في 6 ديسمبر. وبعد وقت قصير من انسحابها، استولى مقاتلو قسد على مدينة دير الزور ووسعوا سيطرتهم حتى البوكمال والحدود العراقية.
اندلعت احتجاجات مناهضة لقسد في دير الزور في 9 ديسمبر، مطالبة الحكومة الانتقالية السورية بالسيطرة على المدينة. أعلنت المعارضة استيلائها على البوكمال في 10 ديسمبر. وأصبحت تحت سيطرة هيئة تحرير الشام في 11 ديسمبر. انشق بعض قادة المجلس العسكري لقسد وانضموا إلى غرفة عمليات الفتح المبين.
قُتل مقاتل من قسد بهجوم لداعش في دير الزور في 17 ديسمبر.
قُتل مقاتلان من قسد وجُرح أربعة آخرون بهجوم لداعش على نقطة تفتيش في الرقة في 17 ديسمبر.
قُتل مقاتلان من داعش في غارة جوية أمريكية في دير الزور في 20 ديسمبر.